# Christopher Martin-Jenkins
Pour les articles homonymes, voir CMJ.
Christopher Dennis Alexander Martin-Jenkins (20 janvier 1945 - 1er janvier 2013), également connu sous ses initiales CMJ, est un journaliste sportif spécialisé dans le cricket, commentateur sportif pour l'émission Test Match Special de BBC Radio et ancien président du Marylebone Cricket Club.

## Biographie
Né à Peterborough dans le Cambridgeshire, Martin-Jenkins fait sa scolarité à Marlborough College où il devient capitaine de l'équipe de cricket de son école. Ses 99 courses lors d'une rencontre contre Rugby School au Lord's resteront le meilleur score de sa carrière. Encore écolier, il écrit au commentateur de la BBC Brian Johnston pour savoir comment suivre ses pas ; Johnston lui recommande de continuer à pratiquer et regarder le cricket, tout en s'entraînant avec un enregistreur. Il poursuit ses études à Fitzwilliam College où il est également capitaine de l'équipe de cricket, mais à sa grande déception n'est pas sélectionné pour représenter l'Université de Cambridge.
Martin-Jenkins est déjà éditeur adjoint du magazine The Cricketer quand il obtient son diplôme en 1970. Il rejoint la BBC en 1970 et l'équipe de Test Match Special (TMS) en 1972 : son premier match commenté est le premier ODI joué en Angleterre. Surnommé « le Major », il devient rapidement une voix familière des étés anglais et se rend célèbre par son excentricité, son manque de ponctualité et son étourderie. Il commentera pour TMS tous les matchs de l'Angleterre à domicile jusqu'en 2012. En 1973, il prend la succession de Brian Johnston comme correspondant de la BBC pour le cricket et conserve le poste jusqu'en 1981, quand il revient au Cricketer comme éditeur en chef. En 1984, il reprend son poste à la BBC tout en conservant celui au Cricketer. Il est correspondant cricket pour The Telegraph de 1990 à 1999, avant de passer au Times où il demeure jusqu'à sa retraite en 2008. L'année suivante, il est élevé à la dignité de membre de l'Ordre de l'Empire britannique.
Devenu membre du Marylebone Cricket Club (MCC) en 1967, Martin-Jenkins joue 67 fois pour le club. En 2007, il est le premier non-joueur professionnel à donner la conférence en l'honneur de Colin Cowdrey sur l'esprit du cricket (Spirit of Cricket Cowdrey Lecture) organisée par le MCC. Il entre au comité du club en 2009 et en assume la présidence de 2010 à 2011, en succession de John Barclay.
Il est diagnostiqué d'un cancer en janvier 2012, à son retour de la série entre l'Angleterre et le Pakistan. La maladie le contraint à quitter TMS, mais il continue d'écrire pour le Times. Il fait également paraître son autobiographie, CMJ – A Cricketing Life. Le 31 décembre, il rend hommage dans le Times à Tony Greig, ancien capitaine anglais, et écrit : « c'était sans doute pour le mieux, car le stade final d'un cancer est souvent un enfer ». Il meurt le lendemain.
En mai 2013, pour l'ouverture de la saison anglaise, la BBC et le MCC créent deux « prix Christopher Martin-Jenkins de l'esprit du cricket » (Christopher Martin-Jenkins Spirit of Cricket Awards), l'un pour le joueur professionnel ayant le plus contribué à promouvoir l'esprit du cricket au cours de la saison, l'autre pour le joueur ou l'équipe de moins de 16 ans ayant le mieux mis en œuvre l'esprit du cricket.